# Georges de Rham
Georges de Rham (ur. 10 września 1903, zm. 9 października 1990) – szwajcarski matematyk; jego prace koncentrowały się wokół topologii różniczkowej.

## Życiorys
Studiował na Uniwersytecie w Lozannie, doktoryzował się w Paryżu, po czym wrócił do swojej macierzystej uczelni obejmując posadę wykładowcy, którą zachował aż do odejścia na emeryturę w 1971 roku; równolegle uczył także w Genewie. 
W 1931 roku udowodnił twierdzenie, znane dziś jako twierdzenie de Rhama. Wnioski płynące z tego twierdzenia były już wcześniej wysnuwane przez Poincarégo oraz Cartana, jednak formalny dowód podany został dopiero przez de Rhama.